# Alan García Pérez

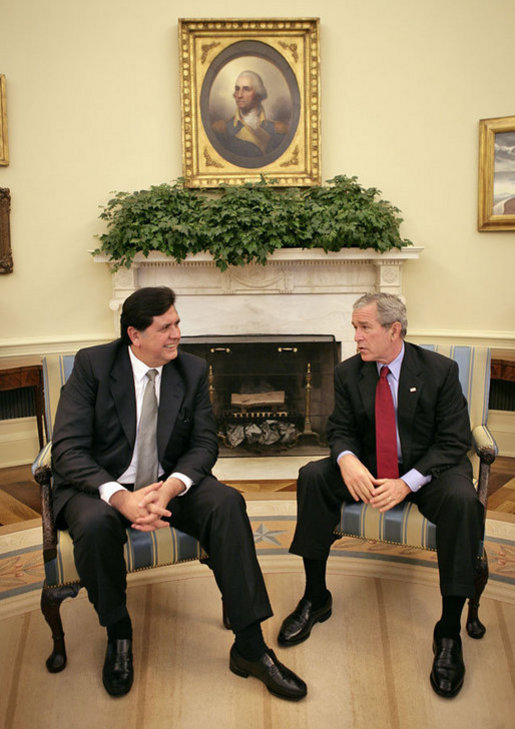
Alan Garcia tillsammans med George W. Bush i Vita huset, 2006.

Alan Gabriel Ludwig García Pérez, född 23 maj 1949 i Lima, död 17 april 2019 i Lima, var en peruansk politiker som var landets president 1985–1990 och 2006–2011. Hans presidenttid 1985–1990 kännetecknades av utbrott av hyperinflation, socialt kaos, brott mot de mänskliga rättigheterna och ekonomisk nedgång.
Då polis skulle gripa García 2019 sköt han sig själv i huvudet och fördes omedelbart till sjukhus, där han avled.

## Biografi

### Före presidentskapet
Alan García föddes i en peruansk medelklassfamilj som hade nära förbindelser med APRA-partiet (Alianza Popular Revolucionaria Americana, APRA). Garcías far, Carlos García Ronceros, var sekreterare för APRA under Manuel A. Odrías regering, som hade förklarat APRA som illegalt. Fadern blev arresterad och satt fängslad i fem år för sin militanta politik.
Alan García började skolan vid Colegio Nacional José María Eguren i Barranco, södra Lima. Han fortsatte till universitetsstudier vid Pontificia Universidad Católica och avlade juristexamen vid San Marcos universitet i Lima 1971. García ville öka sin akademiska karriär och flyttade till Europa, där han började studera i Madrid på Universidad Complutense. Han tog där  examen i statskunskap, vilket gav honom doktorsgrad i politisk vetenskap. 1973 fortsatte han att studera vid Paris universitet, där han senare tog examen i sociologi.
Efter att ha levt många år i Paris återvände han till Peru 1978. Då skulle en övergång ske från militärt styre till civil regering och bildandet av politiska partier tilläts.

### President 1985–1990
Den unge och karismatiske García valdes till president den 14 april 1985 med 45% av rösterna i första valomgången. Eftersom han inte hade fått 50% av rösterna vilket fordrades för att vinna omröstningen ställdes han i en andra valomgång emot den tidigare borgmästaren i Lima Alfonso Barrantes Lingán som representerade den förenade vänstern Izquierda Unida. Men Lingán, trots att han var en stark presidentkandidat, drog sig tillbaka och beslöt att inte delta i den andra omgången, för att inte förlänga den politiska osäkerheten i landet. García svor presidenteden 1 juni och tog över ämbetet 28 juli 1985. Det var första gången i sin 60-åriga historia som det populistiska APRA-partiet hade fått makten i Peru. García blev Sydamerikas yngste president och fick smeknamnet Sydamerikas John F. Kennedy. Han var endast 36 år gammal.
Trots hans stora popularitet bland de peruanska väljarna blev det under hans presidentperiod utbrott av hyperinflation. År 1990 nådde den 7 649 % och hade mellan juli 1985 och juli 1990 en sammanlagd effekt på 2 200 200 % och kom att i grunden destabilisera den peruanska ekonomin.
På grund av en sådan kronisk inflation ersattes den peruanska valutan Sol (uttalas "såll", och betyder sol) av Inti (quechua, betyder också sol) i mitten av 1985. Intin ersattes sedan av den nya solen i juli 1991. Den nya solen hade då ett kumulativt värde av 1 miljard gamla sol. Under hans administration föll den årliga per capita-inkomsten till 720 USD (lägre än 1960 års nivå) och bruttonationalprodukten föll 20%. Vid slutet av hans valperiod var valutareserven minus 900 miljoner USD.
García försökte att nationalisera bankerna och försäkringsbolagen. Han ådrog sig kritik från världsbanken och finansvärlden i stort genom att ensidigt fastställa ett tak för återbetalning av utlandsskulderna – 10% av BNP. Detta ledde till att Peru isolerades från den internationella finansvärlden fram till dess att Garcías efterföljare Alberto Fujimori löste frågan i början av 1990.
Den ekonomiska turbulensen ledde till sociala spänningar i Peru och bidrog delvis till framgång för den våldsinriktade och maoistinspirerade rörelsen Sendero Luminoso. Garcíaadministrationen sökte utan framgång en militär lösning på den växande terrorismen, med brott mot de mänskliga rättigheterna som fortfarande är under utredning. Utredningarna innefattar Accomarcamassakern, där 47 bönder sköts till döds av peruanska beväpnade styrkor i augusti 1985, Cayaramassakern i maj 1988 där omkring 30 personer dödades och ett dussintal försvann, och den summariska avrättningen av mer än 200 fångar under fängelseupproret i Lurigancho, San Juan Bautista (El Frontón) och Santa Bárbara 1986. Enligt en officiell undersökning försvann uppskattningsvis 1 600 personer under Garcías presidentperiod.

### 1990–2006
1992 gick García i exil i Frankrike, efter Fujimoris egen statskupp då militären gjorde en razzia mot hans hem. Den nya regeringen tog åter upp anklagelser mot honom att han skulle ha tagit miljoner dollar i mutor. García nekade till anklagelserna. Högsta domstolen i Peru fastslog vid samma tid att preskriptionstiden hade gått ut. Efter att ha bott åtta år och 10 månader i (Colombia), återvände han till Peru 2001 för att ställa upp i presidentvalet. Endast 90 dagar efter att han hade kommit till Peru lyckades han få ihop 48% av rösterna men förlorade med liten marginal mot Alejandro Toledo. Sedan valet 2001 ledde García, som ledare av APRA-partiet, oppositionen i peruanska kongressen.

### President 2006–2011
García började officiellt sin kampanj inför presidentvalet i Peru 2006 i Lima den 18 februari 2005. Hans parti ansåg att han gav APRA den största möjligheten att ta tillbaka makten när Alejandro Toledos presidentperiod skulle ta slut.
Enligt en gallupundersökning i april 2005 var populariteten inför 2006 års val följande (publicerad i dagstidningen El Comercio):
- 23% Valentin Paniagua
- 21% Alan García
- 17% Lourdes Flores Nano Partido Popular Cristiano
- 7% Alberto Andrade (tidigare borgmästare), Somos Peru

I första valomgången blev segraren dock en helt annan – vänsternationalisten Ollanta Humala (med stöd av Hugo Chávez i Venezuela). Denne gick tillsammans med Garcia vidare till en andra valomgång. Kristdemokraten Lourdes Flores Nano kom på tredje plats, knappt efter andraplacerade Garcia.
I den fortsatta valkampanjen blev den tidigare vänsterpopulisten García något av en högerns och medelklassens kandidat, detta eftersom den Chávez-inspirerade Humala stod till vänster om García. Till stora delar propagerade Humala för en ekonomisk politik som liknade den García påstod sig velat föra under sin tidigare ämbetsperiod.
Detta drev alltså García åt höger, vilket också kommit att påverka honom till en helt annan politik under denna nya ämbetsperiod. Den politik han förde som ny president var mer besläktad med den som drivs i Chile av det chilenska socialistpartiet.
Den 4 juni 2006 segrade García över motkandidaten Ollanta Humala, med röstsiffrorna 52,8% mot 47,2 % i den andra avgörande omgången av presidentvalet. García tillträdde presidentposten på Perus nationaldag den 28 juli. Han var sedan president fram till 2011, då han efterträddes av Humala.

## Betydelse och eftermäle
Trots den komplicerade bilden av hans presidentskap är García fortfarande en populär person i Peru, till största delen tack vare sin vältalighet. Några peruaner har kallat honom "Latinamerikas bästa talare med kraft att övertyga". Hans kritiker hävdar emellertid att de många dåliga beslut han tog under sin tid vid makten gjorde det möjligt för en auktoritär ledare som Alberto Fujimori att komma fram. Några misstänker att García och APRA gjorde vissa överenskommelser med Fujimori under 1990 års val, bland annat stödde honom i kampen för åtalsfrihet, för att förhindra att Mario Vargas Llosa och dennes FREDEMO-parti, som då ledde gallupundersökningarna, kom till makten. Under kampanjen hade FREDEMO lovat att undersöka korruptionen i García-administrationen.

## Källhänvisningar
1. ↑  läs online, infogob.jne.gob.pe , läst: 25 oktober 2024.[källa från Wikidata]
2. ↑  Brockhaus Enzyklopädie, Brockhaus Enzyklopädie-ID: garcia-perez-alan, läst: 9 oktober 2017.[källa från Wikidata]
3. ↑  Proleksis enciklopedija, Proleksis lexikon ämne: 22695.[källa från Wikidata]
4. ↑  Munzinger Personen, Munzinger person-ID: 00000017612, läst: 9 oktober 2017.[källa från Wikidata]
5. ↑  Alan García falleció: ex presidente del Perú se suicidó antes de ser detenido en su casa (på spanska), El Comercio, 17 april 2019, läs online, läst: 16 januari 2020.[källa från Wikidata]
6. ↑  The New York Times, läs online.[källa från Wikidata]
7. ↑  The New York Times, läs online.[källa från Wikidata]
8. ↑  Alan Garcia, le président péruvien qui a toujours fui la justice (på franska), France24.com, 18 april 2019, läs online.[källa från Wikidata]
9. ↑  Alan García - PRESIDENT OF PERU (på engelska), läs online, läst: 16 januari 2020.[källa från Wikidata]
10. ↑  Peruvian phoenix returns to power (på engelska), The Age, 6 juni 2006, läs online, läst: 16 januari 2020.[källa från Wikidata]
11. 1 2  Tjeckiska nationalbibliotekets databas, NKC-ID: pna2016912176, läst: 17 december 2022.[källa från Wikidata]
12. ↑  läs online, www2.congreso.gob.pe , läst: 8 september 2024.[källa från Wikidata]
13. ↑  läs online, blog.pucp.edu.pe  , läst: 25 september 2023.[källa från Wikidata]
14. ↑  Real Decreto 1733/2008, de 24 de octubre, por el que se concede el Collar de la Orden de Isabel la Católica a Su Excelencia señor Alán García Pérez, Presidente de la República del Perú (på spanska), 258, Boletín Oficial del Estado, 25 oktober 2008, s. 42431, läs online.[källa från Wikidata]
15. ↑  BOE-ID: BOE-A-2008-17112.[källa från Wikidata]
16. ↑  ”Perus tidigare president Alan Garciá död efter att ha skjutit sig själv”. yle.fi. 19 april 2019. https://svenska.yle.fi/artikel/2019/04/17/perus-tidigare-president-alan-garcia-dod-efter-att-ha-skjutit-sig-sjalv. Läst 19 april 2019.
17. ↑  ”Perus expresident Alan García tog sitt liv”. Göteborgs-Posten. 17 april 2025. https://www.gp.se/nyheter/v%C3%A4rlden/perus-expresident-alan-garc%C3%ADa-tog-sitt-liv-1.14610461?. Läst 17 april 2019.
18. ↑  ”El ex presidente peruano Alan García se disparó en la cabeza tras recibir una orden de arresto y está en grave estado”. Infobae. https://www.infobae.com/america/america-latina/2019/04/17/el-ex-presidente-peruano-alan-garcia-se-disparo-en-la-cabeza-tras-recibir-una-orden-de-arresto-y-esta-en-grave-estado/. Läst 17 april 2019.
19. ↑  "Alan García". NE.se. Läst 12 oktober 2014.